# Shiny Pokémon
Shiny Pokémon, även kallat Shining Pokémon, är ett fiktivt fenomen i Pokémon-franchisen. En Shiny Pokémon (ungefär glittrande eller glänsande Pokémon) är en individ som har annorlunda kroppsfärg än de flesta andra av sin pokémonart. Shiny Pokémon introducerades i Pokémon Gold och Silver, som var de första Pokémon-spelen till Game Boy Color. Man ville utnyttja att spelen nu hade färg, och inte längre var svartvita. Shiny Pokémon har varit med i alla Pokémon-spel sedan dess.
Alla individuella pokémon som huvudpersonen i spelen möter, både vilda och tama, har normalt sett lika stor chans – 1 på 8 192 – att vara Shiny. Från och med Pokémon X och Y är chansen 1 på 4 096.

## Undantag
Det finns en del undantag till hur stor chans de Pokémon man möter i spelen har att vara Shiny:

### Red Gyarados
Red Gyarados är namnet på den Shiny Gyarados som i spelen Pokémon Gold, Silver, Crystal och deras remaker Pokémon HeartGold och SoulSilver bor i sjön Lake of Rage. Den är till skillnad från vanliga blåa Gyarados röd. Efter att spelens huvudkaraktär mött Red Gyarados i Pokémonstrid, faller ett "Red Scale" av från den, vilket huvudkaraktären plockar upp och visar för Professor Elm.

### Masuda-metoden
Masuda-metoden, uppkallad efter spelutvecklaren Junichi Masuda, som också var den som avslöjade metoden, är ett sätt att i den fjärde generationen av Pokémon-spel öka chanserna för att den Pokémon som kläcks ur ett Pokémonägg ska vara Shiny. Metoden går ut på att byta till sig en Pokémonindivid från en spelkassett med en annan regionskodning än den egna – exempelvis så kan man föra över en Pokémon från ett amerikanskt spel till ett europeiskt – och sedan föda upp en Pokémon med de två Pokémon från olika regioner som föräldrar. Pokémonungen kommer då att ha 75 % större chans att bli Shiny.